# Cirrospiloidelleus
Cirrospiloidelleus is een geslacht van vliesvleugeligen uit de familie Eulophidae. De wetenschappelijke naam van dit geslacht is voor het eerst geldig gepubliceerd in 1913 door Girault.

## Soorten
Het geslacht Cirrospiloidelleus is monotypisch en omvat slechts de volgende soort:
- Cirrospiloidelleus bicolor Girault, 1915